# Sulfat de litiu
Sulfatul de litiu este o sare a litiului cu acidul sulfuric cu formula chimică Li2SO4. Este solubilă în apă.
1. ↑  „Sulfat de litiu”, Lithium sulfate (în engleză), PubChem, accesat în 6 octombrie 2016
2. ↑  Lithiumsulfat (în germană), GESTIS database, accesat în 27 februarie 2019